# Mareau-aux-Prés
Mareau-aux-Prés är en kommun i departementet Loiret i regionen Centre-Val de Loire strax norr Frankrikes mitt. Kommunen ligger i kantonen Cléry-Saint-André som tillhör arrondissementet Orléans. År 2022 hade Mareau-aux-Prés 1 669 invånare.

## Befolkningsutveckling
Antalet invånare i kommunen Mareau-aux-Prés
| Referens: INSEE |